# Convolutidae
Famille

Les Convolutidae sont une famille de l'embranchement des Acoela. Elle a été redéfinie depuis la création des Isodiametridae.

## Liste desgenres
- Adenopea Antonius, 1968
- Amphiscolops Graff, 1904
- Brachypea Antonius, 1968
- Bursosaphia Dorjes, 1968
- Convoluta Ørsted, 1843
- Haplodiscus Weldon, 1888
- Heterochaerus Haswell, 1905
- Oligochoerus Beklemischev, 1963
- Polychoerus Mark, 1892
- Praesagittifera Kostenko & Mamkaev, 1990
- Stomatricha Hooge, 2003
- Waminoa Winsor, 1990
- Wulguru Winsor, 1988

## Référence
- Graff, 1905 : Turbellaria I. Acoela. Das Tierreich 23 Königlich Preussische Akademie der Wissenschaften zu Berlin.